# Йеналёбниц
Йеналёбниц (нем. Jenalöbnitz) — община в Германии, в земле Тюрингия. 
Входит в состав района Заале-Хольцланд. Подчиняется управлению Дорнбург-Камбург.  Население составляет 152 человека (на 31 декабря 2010 года). Занимает площадь 3,94 км².